# Lista siturilor arheologice din județul Mureș - D
Lista siturilor arheologice din județul Mureș - D conține toate siturile arheologice din județul Mureș înscrise în Repertoriul Arheologic Național (RAN) și aflate în localități al căror nume începe cu litera D. RAN este administrat de Ministerul Culturii și Patrimoniului Național și cuprinde date științifice, cartografice, topografice, imagini și planuri, precum și orice alte informații privitoare la zonele cu potențial arheologic, studiate sau nu, încă existente sau dispărute.
Puteți căuta un sit din localitățile care încep cu litera D folosind formularul de mai jos sau puteți naviga prin toate siturile din județ la Lista siturilor arheologice din județul Mureș.
| Cod RAN                                 | Denumire | Localitate                      | Adresă                  | Datare                                                                  | Descoperit | Coordonate                                 | Imagine           | Erori            |
| --------------------------------------- | --- | ------------------------------- | ----------------------- | ----------------------------------------------------------------------- | ---------- | ------------------------------------------ | ----------------- | ---------------- |
| 116689.01.01 (Cod LMI: MS-I-s-B-15374)  | Așezarea neolitică de la Dumbrăvioara / ansamblu anonim (Categorie: locuire civilă) (Tip: Așezare)                                          | sat Dumbrăvioara, comuna Ernei  |                         |                                                                         |            | 46°40′00″N 24°39′00″E / 46.66667°N 24.65°E | Încărcați imagine | Raportați eroare |
| 115129.04                               | Tezaurul monetar roman imperial de la Dâmbău- Fânațele Mari (Categorie: depozit/tezaur) (Tip: tezaur monetar)                               | sat Dâmbău, comuna Adămuș       | Fânațele Mari           |                                                                         |            |                                            | Încărcați imagine | Raportați eroare |
| 115129.04.01                            | Tezaurul monetar roman imperial de la Dâmbău- Fânațele Mari / ansamblu anonim (Categorie: depozit/tezaur) (Tip: tezaur)                     | sat Dâmbău, comuna Adămuș       | Fânațele Mari           | romană                                                                  |            |                                            | Încărcați imagine | Raportați eroare |
| 115209.01.01                            | Situl arheologic de la Daia - "Heinzel" / ansamblu anonim (Categorie: locuire civilă) (Tip: Așezare)                                        | sat Daia, comuna Apold          | Heinzel                 | Petrești                                                                |            |                                            | Încărcați imagine | Raportați eroare |
| 115209.01.02                            | Situl arheologic de la Daia - "Heinzel" / ansamblu anonim (Categorie: locuire civilă) (Tip: Așezare)                                        | sat Daia, comuna Apold          | Heinzel                 | Coțofeni                                                                |            |                                            | Încărcați imagine | Raportați eroare |
| 115209.01.03                            | Situl arheologic de la Daia - "Heinzel" / ansamblu anonim (Categorie: locuire civilă) (Tip: Așezare)                                        | sat Daia, comuna Apold          | Heinzel                 |                                                                         |            |                                            | Încărcați imagine | Raportați eroare |
| 115209.02.01                            | Situl arheologic de la Daia - Cânepiște / ansamblu anonim (Categorie: locuire civilă) (Tip: Așezare)                                        | sat Daia, comuna Apold          | Cânepiște               | Coțofeni                                                                |            |                                            | Încărcați imagine | Raportați eroare |
| 115209.02.02                            | Situl arheologic de la Daia - Cânepiște / ansamblu anonim (Categorie: locuire civilă) (Tip: Așezare)                                        | sat Daia, comuna Apold          | Cânepiște               | romană sec. II - III                                                    |            |                                            | Încărcați imagine | Raportați eroare |
| 115209.02.03                            | Situl arheologic de la Daia - Cânepiște / ansamblu anonim (Categorie: locuire civilă) (Tip: Așezare)                                        | sat Daia, comuna Apold          | Cânepiște               | Dridu sec. VII - X                                                      |            |                                            | Încărcați imagine | Raportați eroare |
| 115209.02.04                            | Situl arheologic de la Daia - Cânepiște / ansamblu anonim (Categorie: locuire civilă) (Tip: Așezare)                                        | sat Daia, comuna Apold          | Cânepiște               | sec. XII - XIV                                                          |            |                                            | Încărcați imagine | Raportați eroare |
| 115209.03.01                            | Situl arheologic de la Daia - "La lac" / ansamblu anonim (Categorie: locuire civilă) (Tip: Așezare)                                         | sat Daia, comuna Apold          | La lac                  | Coțofeni                                                                |            |                                            | Încărcați imagine | Raportați eroare |
| 115209.03.02                            | Situl arheologic de la Daia - "La lac" / ansamblu anonim (Categorie: locuire civilă) (Tip: Așezare)                                         | sat Daia, comuna Apold          | La lac                  | romană                                                                  |            |                                            | Încărcați imagine | Raportați eroare |
| 115209.03.03                            | Situl arheologic de la Daia - "La lac" / ansamblu anonim (Categorie: locuire civilă) (Tip: Așezare)                                         | sat Daia, comuna Apold          | La lac                  | sec. VII - IX                                                           |            |                                            | Încărcați imagine | Raportați eroare |
| 115209.04.01                            | Situl arheologic de la Daia din punctul "Grădina lui Miron" / ansamblu anonim (Categorie: locuire) (Tip: Locuire)                           | sat Daia, comuna Apold          | Grădina lui Miron       | Sighișoara - Wietenberg                                                 |            |                                            | Încărcați imagine | Raportați eroare |
| 115209.04.02                            | Situl arheologic de la Daia din punctul "Grădina lui Miron" / ansamblu anonim (Categorie: locuire) (Tip: Locuire)                           | sat Daia, comuna Apold          | Grădina lui Miron       | dacică                                                                  |            |                                            | Încărcați imagine | Raportați eroare |
| 115209.04.03                            | Situl arheologic de la Daia din punctul "Grădina lui Miron" / ansamblu anonim (Categorie: locuire) (Tip: Locuire)                           | sat Daia, comuna Apold          | Grădina lui Miron       |                                                                         |            |                                            | Încărcați imagine | Raportați eroare |
| 115209.04.04                            | Situl arheologic de la Daia din punctul "Grădina lui Miron" / ansamblu anonim (Categorie: locuire) (Tip: Locuire)                           | sat Daia, comuna Apold          | Grădina lui Miron       |                                                                         |            |                                            | Încărcați imagine | Raportați eroare |
| 115209.05.01                            | Așezare din epoca bronzului de la Daia- "Groapa de pământ galben" / ansamblu anonim (Categorie: locuire civilă) (Tip: Așezare)              | sat Daia, comuna Apold          | Groapa de pământ galben |                                                                         |            |                                            | Încărcați imagine | Raportați eroare |
| 115209.07.01                            | Situl arheologic de la Daia - "Pârâul Cremenesei" / ansamblu anonim (Categorie: locuire civilă) (Tip: Așezare)                              | sat Daia, comuna Apold          | Pârâul Cremensei        |                                                                         |            |                                            | Încărcați imagine | Raportați eroare |
| 115209.07.02                            | Situl arheologic de la Daia - "Pârâul Cremenesei" / ansamblu anonim (Categorie: locuire civilă) (Tip: Așezare)                              | sat Daia, comuna Apold          | Pârâul Cremensei        |                                                                         |            |                                            | Încărcați imagine | Raportați eroare |
| 115209.06.01                            | Cetatea de pământ de la Daia - "Cetățuia" / ansamblu anonim (Categorie: locuire) (Tip: Fortificație)                                        | sat Daia, comuna Apold          | Cetățuie                |                                                                         |            |                                            | Încărcați imagine | Raportați eroare |
| 115209.06.02                            | Cetatea de pământ de la Daia - "Cetățuia" / ansamblu anonim (Categorie: locuire) (Tip: Fortificație)                                        | sat Daia, comuna Apold          | Cetățuie                | sec. XIII                                                               |            |                                            | Încărcați imagine | Raportați eroare |
| 115209.08.01                            | Așezarea preistorică de la Daia - "Lângă Cetățuie" / ansamblu anonim (Categorie: locuire civilă) (Tip: Așezare)                             | sat Daia, comuna Apold          | Lângă Cetățuie          |                                                                         |            |                                            | Încărcați imagine | Raportați eroare |
| 115209.09.01                            | Așezare romană de la Daia - "În vii" / ansamblu anonim (Categorie: locuire civilă) (Tip: Așezare)                                           | sat Daia, comuna Apold          | În vii                  |                                                                         |            |                                            | Încărcați imagine | Raportați eroare |
| 115209.10.01                            | Așezarea de la Daia - "Salsen" / ansamblu anonim (Categorie: locuire civilă) (Tip: Așezare)                                                 | sat Daia, comuna Apold          | Salsen                  |                                                                         |            |                                            | Încărcați imagine | Raportați eroare |
| 115593.01.01                            | Posibile așezări eneolitice la Delenii-Sub Deal / ansamblu anonim (Categorie: locuire civilă) (Tip: Așezare)                                | sat Delenii, comuna Băgaciu     | Sub Deal, Szolo         |                                                                         |            |                                            | Încărcați imagine | Raportați eroare |
| 115548.01.01                            | Situl arheologic de la Dedrad / ansamblu anonim (Categorie: locuire civilă) (Tip: Așezare)                                                  | sat Dedrad, comuna Batoș        |                         | Starčevo - Criș                                                         |            |                                            | Încărcați imagine | Raportați eroare |
| 115548.01.02                            | Situl arheologic de la Dedrad / ansamblu anonim (Categorie: locuire civilă) (Tip: Așezare)                                                  | sat Dedrad, comuna Batoș        |                         | Turdaș                                                                  |            |                                            | Încărcați imagine | Raportați eroare |
| 115548.01.03                            | Situl arheologic de la Dedrad / ansamblu anonim (Categorie: locuire civilă) (Tip: Așezare)                                                  | sat Dedrad, comuna Batoș        |                         | Petrești                                                                |            |                                            | Încărcați imagine | Raportați eroare |
| 115548.01.04                            | Situl arheologic de la Dedrad / ansamblu anonim (Categorie: locuire civilă) (Tip: Așezare)                                                  | sat Dedrad, comuna Batoș        |                         | Cucuteni - Ariușd                                                       |            |                                            | Încărcați imagine | Raportați eroare |
| 115548.01.05                            | Situl arheologic de la Dedrad / ansamblu anonim (Categorie: locuire civilă) (Tip: Așezare)                                                  | sat Dedrad, comuna Batoș        |                         | Tiszapolgár - III                                                       |            |                                            | Încărcați imagine | Raportați eroare |
| 116554.01                               | Topor neolitic din piatră la Deda (Categorie: descoperire izolată) (Tip: obiect izolat)                                                     | sat Deda, comuna Deda           |                         |                                                                         |            |                                            | Încărcați imagine | Raportați eroare |
| 116457.01.01                            | Situl arheologic de la Dătășeni - "Groapa Roșie" / ansamblu anonim (Categorie: locuire civilă) (Tip: Așezare)                               | sat Dătășeni, comuna Cuci       | Groapa Roșie            |                                                                         |            |                                            | Încărcați imagine | Raportați eroare |
| 116457.01.02                            | Situl arheologic de la Dătășeni - "Groapa Roșie" / ansamblu anonim (Categorie: locuire civilă) (Tip: Așezare)                               | sat Dătășeni, comuna Cuci       | Groapa Roșie            | Basarabi                                                                |            |                                            | Încărcați imagine | Raportați eroare |
| 116509.01.01                            | Așezarea neolitică de la Daneș / ansamblu anonim (Categorie: locuire civilă) (Tip: Așezare)                                                 | sat Daneș, comuna Daneș         |                         |                                                                         |            |                                            | Încărcați imagine | Raportați eroare |
| 115548.02.01                            | Așezarea aparținând culturii Coțofeni de la Dedrad - "Grajdurile fostei C.A.P" / ansamblu anonim (Categorie: locuire civilă) (Tip: Așezare) | sat Dedrad, comuna Batoș        | Grajdurile fostei C.A.P | Coțofeni                                                                |            |                                            | Încărcați imagine | Raportați eroare |
| 115548.03.01                            | Așezarea hallstattiană de la Dedrad - "În vii" / ansamblu anonim (Categorie: locuire civilă) (Tip: Așezare)                                 | sat Dedrad, comuna Batoș        | În vii                  |                                                                         |            |                                            | Încărcați imagine | Raportați eroare |
| 115593.02.01                            | Mormânt "scitic" de tip Ciumbrud / ansamblu anonim (Categorie: descoperire funerară) (Tip: Mormânt de inhumație)                            | sat Delenii, comuna Băgaciu     |                         | grupul Ciumbrud a doua jum. a sec. VII a.Chr. - prima jum. sec. V a.Chr |            |                                            | Încărcați imagine | Raportați eroare |
| 115593.03.01                            | Descoperirile preistorice de la Delenii - "Pășune" / ansamblu anonim (Categorie: descoperire izolată) (Tip: locuire)                        | sat Delenii, comuna Băgaciu     | Pășune                  |                                                                         |            |                                            | Încărcați imagine | Raportați eroare |
| 115593.04                               | Descoperire neolitică din punctul - "Hotarul de sub Munte" (Categorie: descoperire izolată) (Tip: descoperire izolată)                      | sat Delenii, comuna Băgaciu     | Hotarul de sub Munte    |                                                                         |            |                                            | Încărcați imagine | Raportați eroare |
| 115593.04.01                            | Descoperire neolitică din punctul - "Hotarul de sub Munte" / ansamblu anonim (Categorie: descoperire izolată) (Tip: Unealtă)                | sat Delenii, comuna Băgaciu     | Hotarul de sub Munte    |                                                                         |            |                                            | Încărcați imagine | Raportați eroare |
| 115593.05.01                            | Așezarea preistorică de la Delenii - "În vii" / ansamblu anonim (Categorie: locuire civilă) (Tip: Așezare)                                  | sat Delenii, comuna Băgaciu     | În vii                  | Coțofeni                                                                |            |                                            | Încărcați imagine | Raportați eroare |
| 115593.06.01                            | Descoperirea de epoca bronzului - "Valea Hagăului" / ansamblu anonim (Categorie: locuire) (Tip: Așezare)                                    | sat Delenii, comuna Băgaciu     | Valea Hagăului          |                                                                         |            |                                            | Încărcați imagine | Raportați eroare |
| 115593.07.01                            | Descoperirile de epoca bronzului de la Delenii - "Via Nouă" / ansamblu anonim (Categorie: descoperire izolată) (Tip: locuire)               | sat Delenii, comuna Băgaciu     | Via Nouă                |                                                                         |            |                                            | Încărcați imagine | Raportați eroare |
| 115593.08.01                            | Descoperirea de epoca bronzului de la Delenii - "Via Pataky" / ansamblu anonim (Categorie: descoperire izolată) (Tip: locuire)              | sat Delenii, comuna Băgaciu     | Via Pataky              |                                                                         |            |                                            | Încărcați imagine | Raportați eroare |
| 115593.09.01                            | Descoperiri aparținând epocii bronzului de la Delenii - "Hagău" / ansamblu anonim (Categorie: descoperire izolată) (Tip: locuire)           | sat Delenii, comuna Băgaciu     | Hagău                   |                                                                         |            |                                            | Încărcați imagine | Raportați eroare |
| 115673.01.01                            | Turnul de pază roman de la Dumitreni / ansamblu anonim (Categorie: fortificație) (Tip: Turn)                                                | sat Dumitreni, comuna Bălăușeri |                         |                                                                         |            |                                            | Încărcați imagine | Raportați eroare |
| 116554.02.01                            | Drumul roman de la Deda / ansamblu anonim (Categorie: construcție) (Tip: Drum)                                                              | sat Deda, comuna Deda           |                         |                                                                         |            |                                            | Încărcați imagine | Raportați eroare |
| 116457.02.01                            | Așezarea Latene de la Dătășeni - "Tăul Rotund" / ansamblu anonim (Categorie: locuire civilă) (Tip: Așezare)                                 | sat Dătășeni, comuna Cuci       | Tăul Rotund             | dacică                                                                  |            |                                            | Încărcați imagine | Raportați eroare |
| 116509.02.01                            | Circumvalația preistorică de la Daneș - "Cetate" / ansamblu anonim (Categorie: fortificație) (Tip: Val)                                     | sat Daneș, comuna Daneș         | Cetate                  |                                                                         |            |                                            | Încărcați imagine | Raportați eroare |
| 116509.03.01                            | Descoperire aparținând epocii bronzului - Daneș / ansamblu anonim (Categorie: descoperiri izolate de artefacte) (Tip: Locuire)              | sat Daneș, comuna Daneș         |                         | Noua                                                                    |            |                                            | Încărcați imagine | Raportați eroare |
| 116689.02.01                            | Tezaurul monetar roman de la Dumbrăvioara / ansamblu anonim (Categorie: depozit/tezaur) (Tip: tezaur monetar)                               | sat Dumbrăvioara, comuna Ernei  |                         | romană sec.I-II d.Hr.                                                   | 1868       |                                            | Încărcați imagine | Raportați eroare |
| 116689.03.01                            | Fortificația de la Dumbrăvioara - "Pădurea Réva" / ansamblu anonim (Categorie: fortificație) (Tip: Așezare)                                 | sat Dumbrăvioara, comuna Ernei  | Pădurea Réva            | romană                                                                  |            |                                            | Încărcați imagine | Raportați eroare |
| 116689.03.02                            | Fortificația de la Dumbrăvioara - "Pădurea Réva" / ansamblu anonim (Categorie: fortificație) (Tip: Așezare)                                 | sat Dumbrăvioara, comuna Ernei  | Pădurea Réva            |                                                                         |            |                                            | Încărcați imagine | Raportați eroare |
| 116689.04 (Cod LMI: MS-IV-m-A-16100)    | Cavoul Teleky Samuel de la Dumbrăvioara / ansamblu anonim (Categorie: descoperire funerară)                                                 | sat Dumbrăvioara, comuna Ernei  |                         |                                                                         |            |                                            | Încărcați imagine | Raportați eroare |
| 116689.04.01 (Cod LMI: MS-IV-m-A-16100) | Cavoul Teleky Samuel de la Dumbrăvioara / ansamblu anonim (Categorie: descoperire funerară) (Tip: Criptă)                                   | sat Dumbrăvioara, comuna Ernei  |                         | sec. XVIII                                                              |            |                                            | Încărcați imagine | Raportați eroare |
| 118860.01.01                            | Așezarea Coțofeni de la Deleni / ansamblu anonim (Categorie: locuire) (Tip: așezare)                                                        | sat Deleni, comuna Pogăceaua    |                         | Coțofeni                                                                |            |                                            | Încărcați imagine | Raportați eroare |